# Frei Miguelinho
Frei Miguelinho là một đô thị thuộc bang Pernambuco, Brasil. Đô thị này có diện tích 215,83 km², dân số năm 2007 là 14061 người, mật độ 65,15 người/km².